# Meerwijk (Uithoorn)

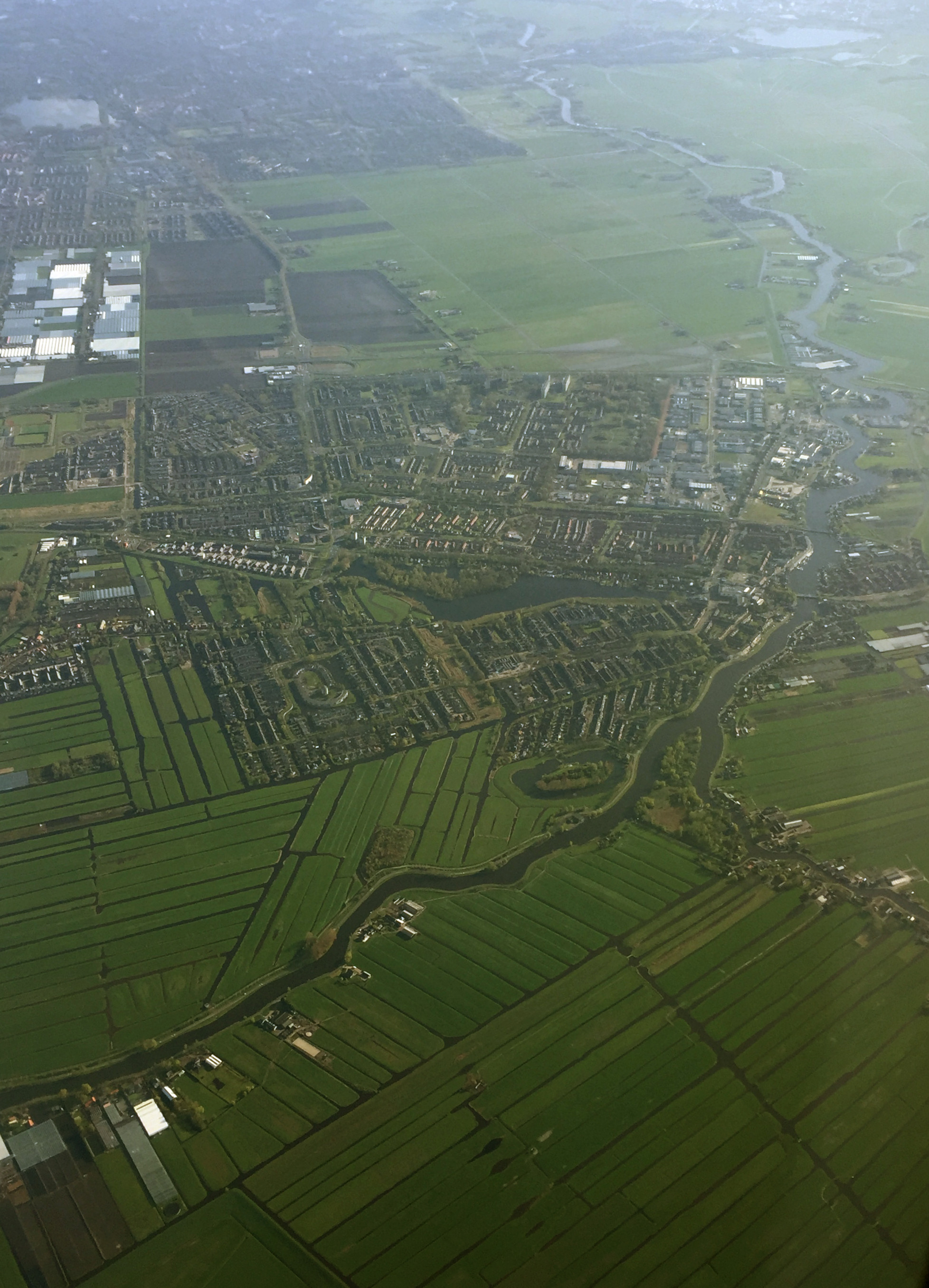
Uithoorn vanuit de lucht gezien met rechts de Amstel en in het midden de Meerwijk met daar boven het Zijdelmeer

Meerwijk is een wijk in de Noord-Hollandse plaats en gemeente Uithoorn. De Meerwijk is gebouwd in de jaren tachtig en negentig van de 20e eeuw, eerst Meerwijk-Oost en daarna Meerwijk-West en ligt ten zuiden van de Boterdijk, ten westen van de Amstel en het oude dorp, ten oosten van de Kwakel en ten noorden van de Schans, Amsteldijk Zuid en de Molenvaart.
Tussen de wijken in liggen groenstroken die voor het verkeer beperkt toegankelijk zijn. De wijk bestaat voornamelijk uit eengezinswoningen en heeft smalle voornamelijk als woonerf ingerichte straten met veel groen en waterlopen, bruggetjes en voet en fietspaden waarbij gebruik is gemaakt van de al aanwezige natuur. Ten zuiden van de wijk ligt het natuurgebied Uithoorn dat het begin vormt van het Groene Hart. Ten noorden van de wijk bevindt zich het Zijdelmeer waar de wijk zijn naam aan te danken heeft. De namen van de straten zijn voornamelijk vernoemd naar soorten vogels behalve de doorgaande rondweg die de naam Watsonweg en Polderweg heeft.
Aan de Laan van Meerwijk bevindt zich het gemeentehuis nabij het het winkelcentrum Amstelplein alwaar Connexxion buslijn 174 aan de achterzijde zijn standplaats heeft en de gehele wijk ontsluit en verbindt met de rest van Uithoorn en Amstelveen. Voor het overige verkeer wordt de wijk ontsloten door de Provinciale weg 196, die daar tegenwoordig de Koningin Máximaweg heet.